# Graafschap Fagnolle
Fagnolle (of Fagnolles) was een tot de Nederrijns-Westfaalse Kreits behorend graafschap binnen het Heilige Roomse Rijk.
Fagnolle is gelegen in de provincie Namen. Het was een kleine enclave volledig omgeven door gebied van het prinsbisdom Luik, vlak bij de goede stad Couvin. Het gebiedje was sinds de elfde eeuw in het bezit van het geslacht Ligne.
Op 20 juli 1770 werd de kleine baronie Fagnolle verheven tot rijksgraafschap en prins Charles-Joseph de Ligne tot rijksgraaf. De prins vroeg in 1772 om toelating tot de Nederijns-Westfaalse Kreits en in 1773 om toelating tot het Westfaalse college van Rijksgraven. In 1787 werd hij tot de kreits toegelaten en in 1788 werd hij door het katholieke deel van de rijksgraven toegelaten. Het rijksgraafschap werd hernoemd tot Graafschap Ligne op 8 maart 1789. Een keizerlijk decreet van 21 maart 1789 liet de prins toe tot het college van de Westfaalse graven in de Rijksdag. Ten gevolge van twee keizerverkiezingen en het uitbreken van de revolutieoorlogen heeft de introductie in de rijksvorstenraad nooit plaatsgevonden. (zie Lijst van leden van de Rijksdag (1792)). 
In 1792 bezette Frankrijk de Zuidelijke Nederlanden. Fagnolle onderging hetzelfde lot en werd opgenomen in het departement van de Ardennen. Vanwege het verlies van hun bezittingen door de annexatie werd de familie de Ligne schadeloos gesteld in de Reichsdeputationshauptschluss van 25 februari 1803. In paragraaf 11 is vermeld: voor het verlies van Fagnolle krijgt de vorst van Ligne de abdij Edelstetten als graafschap. Ook verkreeg de prins een zetel in de rijksvorstenraad en wel de laatste, nummer 126.
Op 22 mei 1804 verkocht Charles-Joseph het graafschap Edelstetten aan de vorst Esterhazy de Galantha. De prins van Ligne bleef na de verkoop vertegenwoordigd in het college van rijksgraven als personalist.
Bij het Verdrag van Parijs in 1815 werd het graafschap toegewezen aan Willem I der Nederlanden. De gemeente werd bestuurd als een deel van de Nederlandse provincie Namen. Van 1830 tot 1839 heeft Fagnolle nog geprotesteerd tegen het feit dat het bezet werd door Belgische opstandelingen.